# Майское месторождение
Месторождение Ма́йское — коренное месторождение золота в пределах Чаунского района Чукотского АО, входит в пятёрку крупнейших золоторудных месторождений России. Относится к Ичувеем-Паляваамскому золоторудному району Центральной Чукотки.
Находится в 157 км от г. Певек, с которым связано круглогодичной автодорогой.

## Геологическая характеристика
На Майском месторождении обнаружено около 20 рудных тел, среди которых выделяются крутые (более 70°) и пологие (до 70°), мощностью 2-4 м и протяженностью 0,2-1,1 км. Установленный вертикальный размах оруденения составляет 800 м, предполагаемый — более 1200 м. Рудные тела представлены минерализованными зонами дробления в основном с отчетливыми геологическими границами и сложены прожилково-окварцованными, метасоматически измененными, слабо серицитизированными, каолинизированными породами (глинистые и алевролитовые сланцы, мелкозернистые песчаники) с тонкокристаллической вкрапленностью золотосодержащих сульфидов, преимущественно арсенопирита и пирита. Основная часть руд относится к упорным, плохообогатимым.

## История открытия и разработки
Месторождение Майское было открыто в 1972 году. Поисковые и разведочные работы проводились с 1974 по 1986 годы, в ходе которых было пробурено около 400 скважин, общая длина подземных выработок составила 27 км. Первоначально запасы месторождения оценили в 290 тонн. Был построен благоустроенный посёлок геологов Майский.
В 1980-х годах предпринимались попытки отработки промышленных схем извлечения металла, однако вследствие несовершенства технологии в то время они оказались неудачными.
Лицензия на разработку месторождения первоначально была выдана ОАО «Майское» в 1999 году, которое было куплено в 2003 году Highland Gold Mining (HGM).
В 2002 году запасы золота были пересчитаны — 135 т при среднем содержании 11,5 г/т.
В 2003 году лицензия на разработку месторождения была перерегистрирована на ОАО «Золоторудная компания „Майское“», в 2004 году на ООО «Золоторудная компания „Майское“». В последующие 4 года начались активные работы по устройству производственной инфраструктуры — построены ремонтные и складские помещения, новый вахтовый жилой посёлок, лаборатория, подъездные пути.
В 2009 году «Майское» приобрела компания «Полиметалл», которая продолжила подготовку месторождения к освоению. Было начато строительство обогатительной фабрики, очистных сооружений, хвостохранилища.
В январе 2012 года завершено строительство линии электропередачи 110 кВ Комсомольский — Майское, с помощью которой комбинат был подключен к Чаун-Билибинскому энергоузлу.
В апреле 2013 года была запущена обогатительная фабрика и получен первый концентрат. Среднегодовой уровень добычи золота на месторождении ожидается 8 тонн, срок эксплуатации месторождения — не менее 18 лет.
С 2016 года работает карьер.
Рудные запасы Майского составляют более 44 т золота со средним содержанием 6,9 г/т, а минеральные — порядка 100 т золота со средним содержанием 11,9 г/т — этого достаточно для работы предприятия на срок более 10 лет.
В 2021 году было переработано 901 тыс. тонн руды и произведено 139 тыс.унций (в золотом эквиваленте).
В ближайшие годы компания планирует увеличить добычу золота на месторождении Майское до 6 тонн в год.
В 2024 году планируется ввод в эксплуатацию нового бетонно-закладочного комплекса.
Численность персонала «Золоторудной компании «Майское» около 1 тыс. человек.

## Технология добычи
Первичная переработка руды будет осуществляться методом флотационного обогащения непосредственно на месторождении, полученный концентрат будет отправлен для извлечения золота методом автоклавного выщелачивания с последующим получением сплава Доре на Амурском горно-металлургическом комбинате. При этом потенциальный уровень извлечения золота должен составить 86—90 %.

## Инвестиции
Общие капитальные вложения на строительство предприятия составили 170 млн долларов, ещё 140 млн долларов будет инвестировано в течение срока эксплуатации месторождения.
В инвестиционной программе запланирована реконструкция ГОК, Главгосэкспертиза уже выдала положительное заключение. В проекте строительство бетонно-закладочного комплекса для системы обратной закладки, что позволит обеспечить доступ к запасам руды. По проекту комплекс значительно снизит потерю качества полезного ископаемого. 